# Poliaspis intermedia
Poliaspis intermedia är en insektsart som beskrevs av Fuller 1897. Poliaspis intermedia ingår i släktet Poliaspis och familjen pansarsköldlöss. Inga underarter finns listade i Catalogue of Life.